# 電力系統

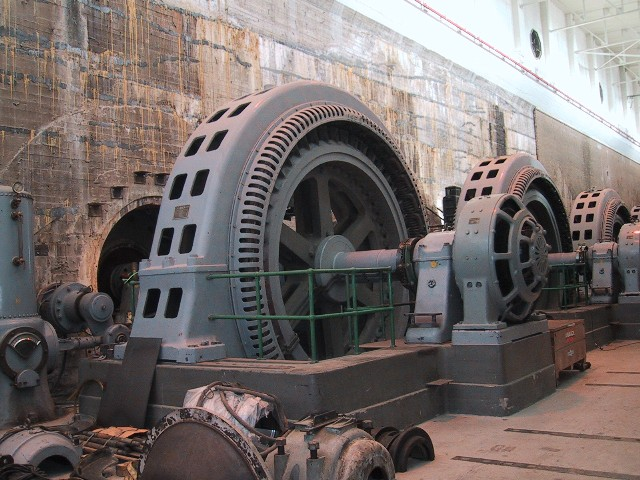
水力發電機

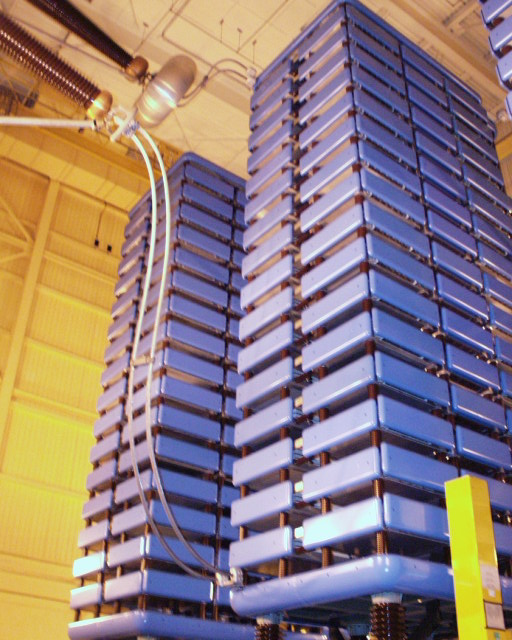
加拿大馬尼托巴水電局的巨大電力電子元件

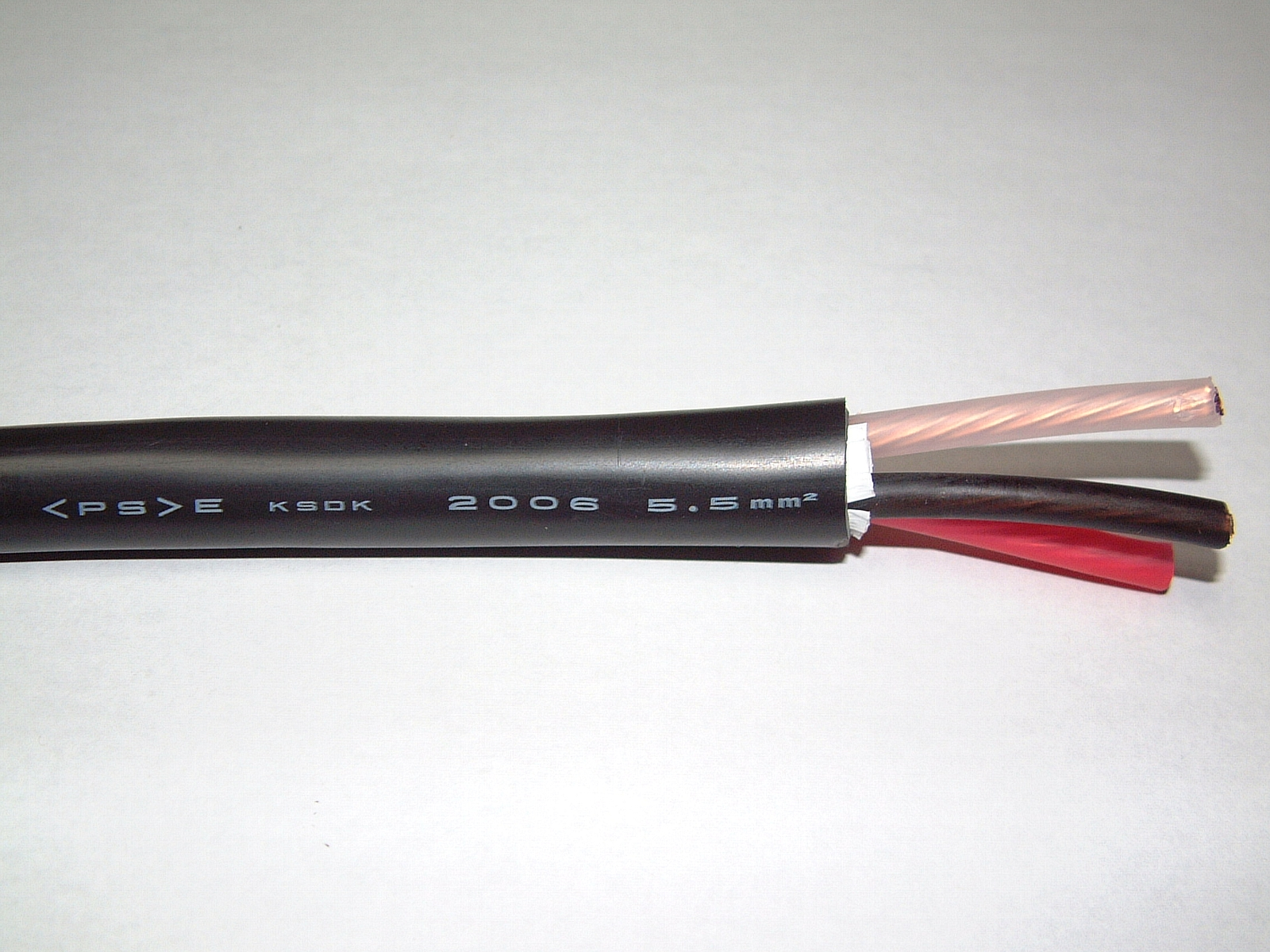
銅電線

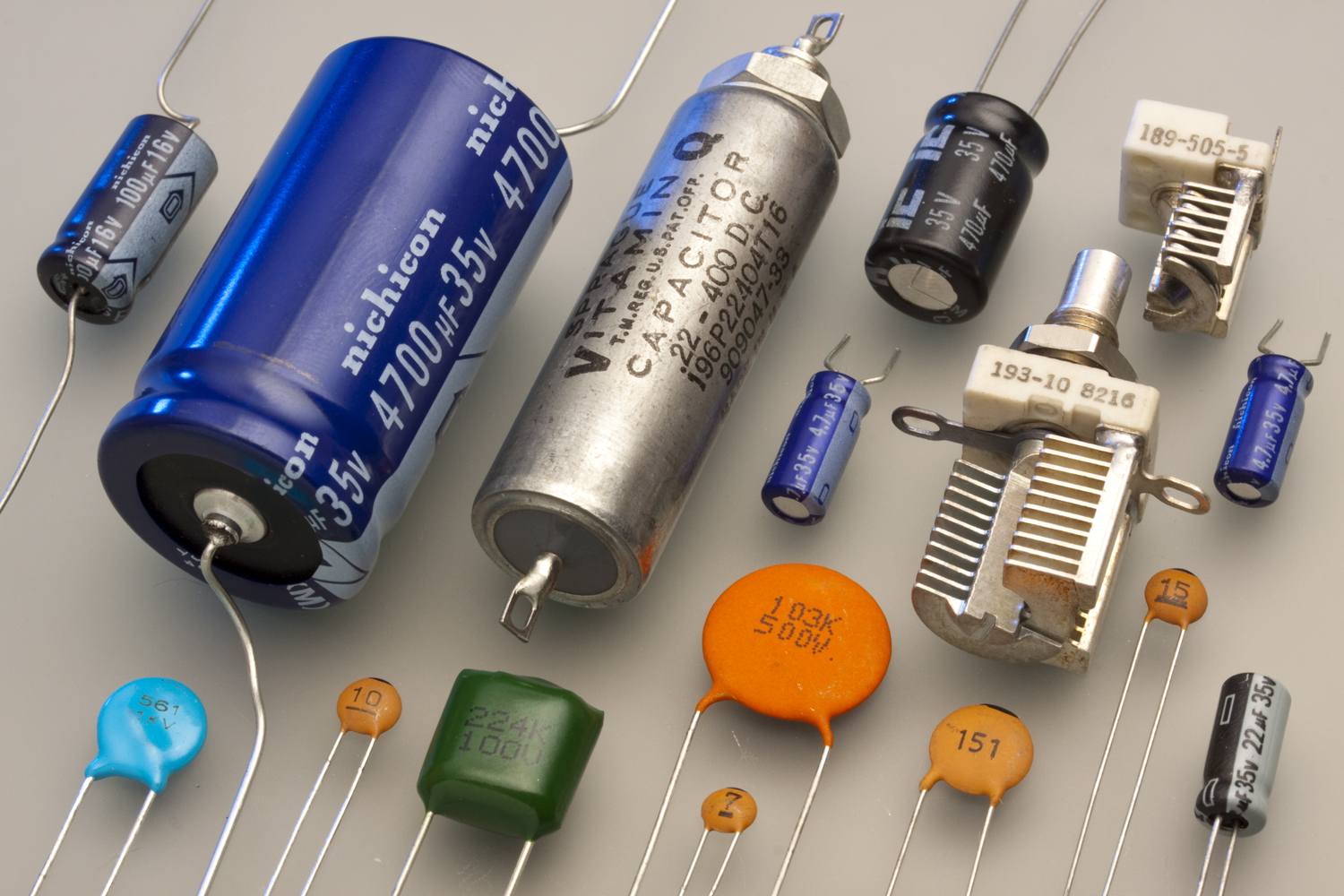
電容器

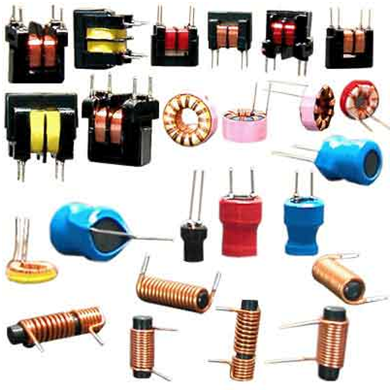
電感器

電力系統（electric power system）是一個由電力元件組成的網路，用來發電、輸電、用電。舉例來說，電力系統就是提供一個區域家庭用電及工業用電的網路，如果這個區域很大，那麼這個電力系統可以稱之為輸電網路，並且可以區分為三個部份：發電系統，輸電系統，配電系統。

## 組成
電力系統由以下幾個部份組成：
發電系統
各式發電廠，下圖紅線的部份與其左側，包括核能、燃煤、天然氣、水電及可再生能源等。發電機輸出由10kV到25kV，接駁升壓變壓器，再連接到輸電網絡。
輸電系統
下圖藍線的部份。在北美洲，美加採用765、500、345、230及138kV。在電力系統中，電壓是指三相電的線電壓（VLL），而不是相電壓。
特高需求用電客戶可直接由138或230kV主變電站供電。如果負載是120/240V市電，須採用「二次降壓」，即設置兩級的降壓變壓器。
配電系統
下圖綠線的部份。高需求用電客戶可直接由26或69kV副變電站供電。一般的工業及家庭用電則由13及4kV配電網絡供電。然後，再降壓到單相120或240V的市電。

## 電力系統的元件

### 電源
又可细分为多種：开关电源、逆变电源、交流稳压电源、直流稳压电源、DC/AC电源、通信电源、模块电源、变频电源、UPS电源、EPS应急电源、净化电源、PC电源、整流电源、定制电源、加热电源、焊接电源/电弧电源、电镀电源、网络电源、电力操作电源、适配器电源、线性电源、电源控制器/驱动器、功率电源、其他普通电源、逆变电源、参数电源、调压电源、变压器电源。

### 導線
傳導電力的線路，必須由導電體構成，目前常見是銅線，歷史上也有特定時期成本考量造成鋁線出現在某些國家過，目前還有完全無損耗的超導體電線在實驗中。
電力纜通常由傳輸電力或電信號的纜芯和起到保護、絕緣作用的護套組成。只含有一條纜芯而且直徑較細的電纜通常被稱為電線。也有些電線沒有絕緣護套，被稱為裸線。電纜中的纜芯由導電性能良好的金屬材料製成，通常使用銅（導電性能良好）或鋁（成本較低）。

### 電容器及電感器
電感器（inductor）是一種電路元件，會因為通過的電流的改變而產生電動勢，從而抵抗電流的改變。這屬性稱為電感。
電容器（capacitance）有儲存電荷的能力，將電力儲存後一次釋放，適用於需要瞬間輸出高能的狀況。

### 電力電子元件
應用於實現電力電子學的物件，使用高功率之固態電子器件(功率半導體元件)針對電能進行轉換與控制，以提供負載所需形式之電壓或電流，可分成可分為直流電轉換直流電(DC-DC)、交流電轉換直流電(AC-DC)、直流電轉換交流電(DC-AC)與交流電轉換交流電(AC-AC)四種功能類型，常見的裝置為閘流體。

### 保護裝置
連接在電路上用以保護電路的一次性或多次性元件，通常採用低熔點的鉛錫合金、鋅、銅、銀的絲狀或片狀材料製成。當電路上電流過大時，使其中的金屬線或片產生高溫而熔斷，導致開路而中斷電流，以保護電路免於受到傷害。常見的為保險絲，專業單位也有更複雜的保護裝置。

### 負載
任何最後在末端使用電力的裝置都是負載，例如家電用品或電腦、電動車。

## 參看
- 統一電力系統